# THE ALFEE SINGLE HISTORY VOL.III 1987-1990
『THE ALFEE SINGLE HISTORY VOL.III 1987-1990』（アルフィー・シングル・ヒストリー VOL.III）は、1994年12月20日に発売されたTHE ALFEE15枚目のベスト・アルバム。

## 概要
THE ALFEEは1994年デビュー20周年を迎えた。それを記念して、1979年のポニーキャニオン移籍から1994年までに発売されたシングル40枚の表題曲・カップリング曲を発売順に収録した、シングル・ヒストリー・アルバムの発売に至った。本作は、第3号アルバム。タイトル内のグループ名表記はアルファベット表記が冠詞が付いた「THE ALFEE」となっているのに対し、片仮名表記は、冠詞が無い。初回生産分のみ、CD判大の本作収録10枚のシングル・レコード・ジャケット・カードが付属されていた。

## 収録曲
全曲　作詞・作曲：高見沢俊彦 編曲：THE ALFEE

### DISC.1
1. サファイアの瞳
ブラス・アレンジ：新田一郎
2. 木枯しに抱かれて…
3. 君が通り過ぎたあとに -DON'T PASS ME BY-
ストリング・アレンジ：青木望
4. FOR THE BRAND-NEW DREAM
ブラス・アレンジ：新田一郎 訳詞：Linda Hennrick
5. 白夜 -byaku-ya-
6. LONG WAY TO FREEDOM
7. My Truth
編曲：THE ALFEE with 井上鑑
8. It's Alright
9. 1月の雨を忘れない
10. Girl
編曲：THE ALFEE with 井上鑑

### DISC.2
1. WEEKEND SHUFFLE -華やかな週末-
2. 見つめていたい
3. 19 (nineteen)
4. アウトロー・ブルース
5. FAITH OF LOVE
6. YOU GET TO RUN
7. 恋人の歌がきこえる
編曲：THE ALFEE with 武部聡志
8. Alone －それでも道はつづく－
9. FLOWER REVOLUTION
編曲：THE ALFEE with 武部聡志
10. Bad Girl